# سفاين روالد هانسن
سفاين روالد هانسن (بالنرويجية البوكمول: Svein Roald Hansen)‏ هو صحفي ومحرر وسياسي نرويجي، ولد في 20 أغسطس 1949 بفريدريكستاد في النرويج. حزبياً، نشط في حزب العمال. وقد انتخب عضو برلمان النرويج ‏ عن دائرة Østfold (Storting constituency) ‏ وقد انضم خلال فترته النيابية ‏  للكتلة البرلمانية حزب العمال وانتخب وزير دولة ‏.